# 志駄義時
志駄 義時 （しだ よしとき、1542年?-1561年）は、戦国時代の武将である。上杉氏の家臣。

## 略歴
越後国夏戸城（現新潟県長岡市）の城主であり、1561年第四次川中島の戦いでは直江景綱に従い参戦するも。討ち死にした。嫡男の義秀は当時2歳であり、義秀の母の実家である直江氏が後見人となった。